# 크리스틴 쇼른

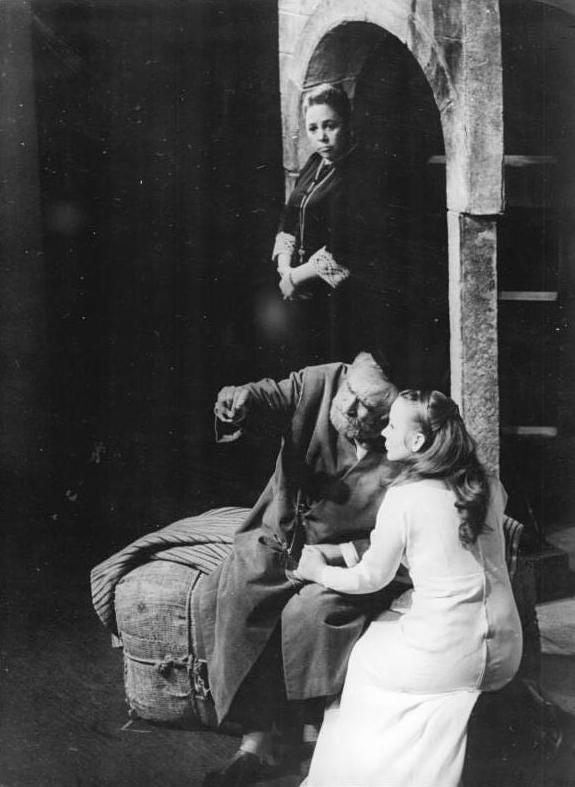

크리스틴 쇼른(Christine Schorn, 1944년 2월 1일 ~ )은 독일의 배우, 영화배우이다.
프라하에서 태어났다.

## 영화
- 더 가든 (2017년)
- 하녀 린 (2014년)
- 리틀 나치 (2010년)
- 노벰버 차일드 (2008년) - 크리스타 카덴 역
- 어코딩 투 더 플랜 (2007년)
- 단지 유령일 뿐 (2006년)
- 굿바이 레닌 (2003년)
- 아버지의 그늘 (2002년)
- 우먼 앤드 더 스트레인저 (1985년)